# Michel Lacroix (philosophe)
Pour les articles homonymes, voir Michel Lacroix et Lacroix.
Michel Lacroix est un philosophe et écrivain français né le 12 décembre 1946.

## Biographie
Ancien élève de l'École normale supérieure de Saint-Cloud, il est agrégé de philosophie, docteur d'État et maître de conférences émérite à l’Université de Cergy-Pontoise.
Il est l'auteur d'une thèse d'État sur « L'idée de politesse dans les manuels de bienséance (XIXe et XXe siècles) » dont le président du jury était Jean Guitton.
Il a reçu le Grand prix de philosophie de l'Académie française et le Prix Psychologies-Fnac 2009 de l'essai pour mieux vivre.
Fils du médecin colonel Roger Lacroix (AOF-AEF-Indochine), il est aussi le neveu de Michel Bernstein, un des responsables du mouvement de Résistance Défense de la France, chargé des faux papiers.
Il est marié à Sophie Ader, philosophe. Ils ont trois enfants.

## Œuvres

### Livres
- De la Politesse. Essai sur la littérature du savoir-vivre, Julliard, 1990 - Grand prix de philosophie de l'Académie française
- L'Humanicide. Pour une morale planétaire, Plon, 1994
- La Spiritualité totalitaire. Le New Age et les sectes, Plon, 1995
- L'Idéologie du New Age, Flammarion, coll. « Dominos », 1996
- Le Principe de Noé ou l'Éthique de la sauvegarde, Flammarion, 1997
- Le Mal, Flammarion, coll. « Dominos », 1998
- Le Développement personnel, Flammarion, coll. « Dominos », 2000
- Le Culte de l'émotion, Flammarion, 2001, rééd. Marabout, 2012
- Le Courage réinventé, Flammarion, 2003, rééd. Marabout, 2011
- Le Développement personnel. Du potentiel humain à la pensée positive, Flammarion, 2004, rééd. Marabout, 2009
- Le Fabuleux destin des baby-boomers, Éditions de l'Atelier, 2005
- Avoir un idéal, est-ce bien raisonnable ?, Flammarion, 2007, rééd. Marabout, 2014
- Se réaliser. Petite philosophie de l'épanouissement personnel, Robert Laffont, 2009, rééd. Marabout, 2013 - Prix Psychologies 2009[1]
- Paroles toxiques, paroles bienfaisantes. Pour une éthique du langage, Robert Laffont, 2010, rééd. Le Livre de Poche, 2012
- Éloge du patriotisme. Petite philosophie du sentiment national, Robert Laffont, 2011
- Philosophie de la réalisation personnelle. Se construire dans la liberté, Robert Laffont, 2013
- Ma philosophie de l’homme, Robert Laffont, 2015